# Oligurie
Oligurie je snížená denní či hodinová diuréza. U malých dětí se uvádí 0,5–1 ml/kg/hod. S věkem, díky vyzrávání schopnosti ledvin zahušťovat moč, pro oligurii klesá kritérium. U dospělých se jako hranice oligurie uvádí 50–500 ml moči za den. Pokles diurézy pod 50 ml/den u dospělých nebo 0,5 ml/kg/h u malých dětí se hodnotí jako anurie.

## Příčiny
K nejčastějším příčinám oligurie patří:
- akutní selhání ledvin
- akutní tubulární nekróza
- těžká dehydratace
- šokový stav